# Musique landaise
La musique landaise est une forme de la musique traditionnelle gasconne.
C'est une musique qui accompagnait tous les moments importants de la vie paysanne : baptême, noce, messe, travaux des champs et surtout la danse. Il n'existait pas comme en Béarn de tradition de chant polyphonique. La majeure partie du répertoire est constituée de rondèus (« rondeaux ») et de congòs qui sont les deux formes de danses traditionnelles landaises.
Elle a été collectée à partir du XIXe siècle notamment par Félix Arnaudin à Labohèira (Labouheyre) puis au XXe siècle par des musiciens issus du mouvement folk revivaliste français : Perlinpinpin Fòlc, Centre Lapios, etc.

## Instruments
- Accordéon diatonique
- Boha[2]
- Vielle à roue
- Violon